# 童寯住宅
童寯住宅位于中国江苏省南京市秦淮区文昌巷52号，为中国近现代著名建筑学家和教育家童寯于1947年自行设计建造的住宅，现仍为其家属及后人居住。住宅坐南朝北，占地面积414平方米、建筑面积133平方米，主楼为英国别墅风格的砖木结构两层楼房，采用毛石墙基座、红砖清水外墙，斜屋顶上覆以红色平瓦，北侧设有门房，院内植有火焰松和木兰。